# Eduardo Manet

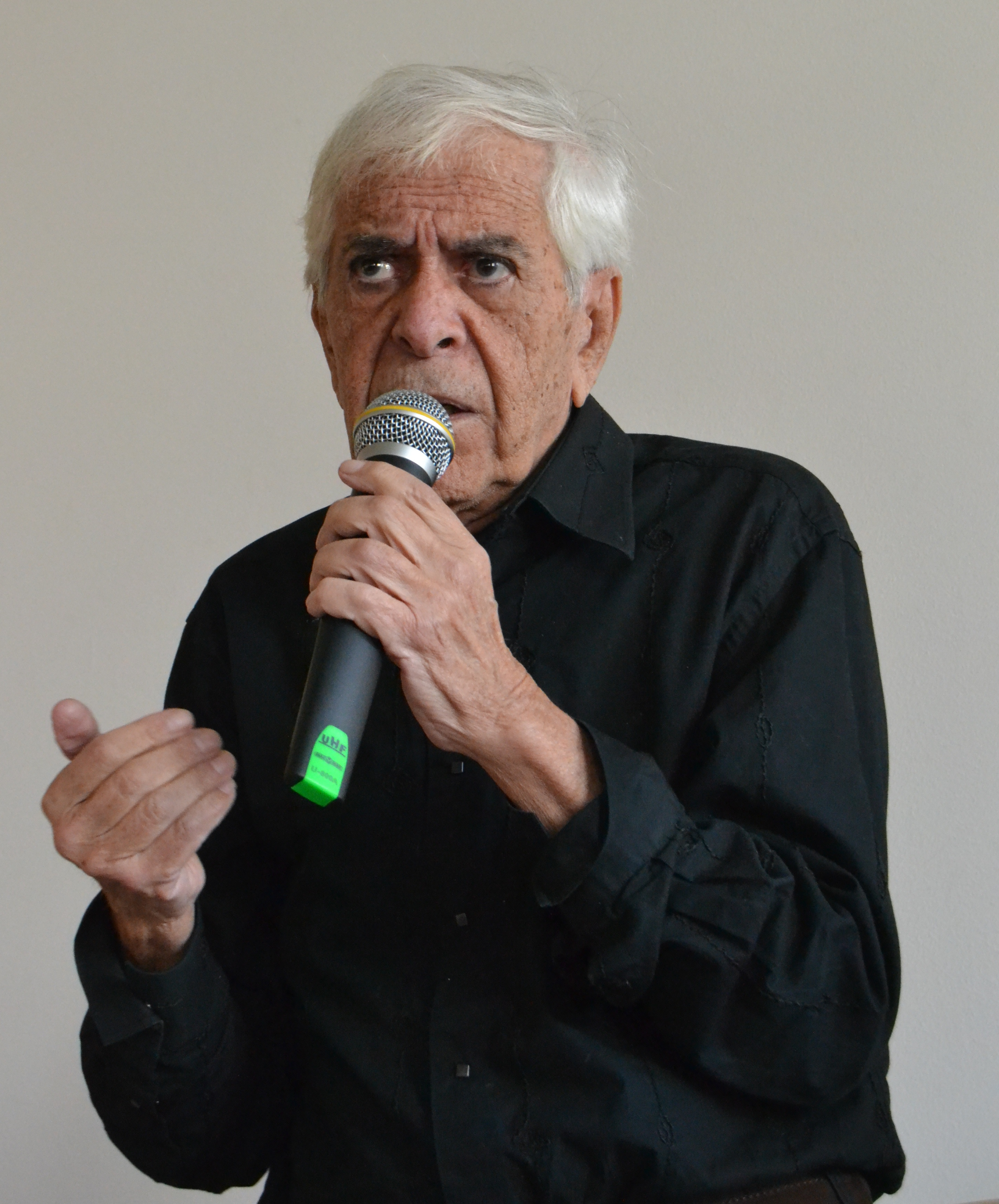
Eduardo Manet

Eduardo Manet (Havana, 19 juni 1930) is een Frans-Cubaans schrijver en cineast. Hij is een van de belangrijkste dramaturgen uit de tweede helft van de twintigste eeuw. Zijn werk is in vele talen vertaald en opgevoerd.

## Levensloop
Na onderwijs te hebben genoten bij Jacques Lecoq, trad hij toe tot diens toneelgroep, samen met Philippe Avron, Isaac Alvarez, Elie Pressmann enz. In 1968-1969 gaf hij les in de School Lecoq. 
Hij was redactielid van het Institut cubain d'art et d'industrie cinématographique (Icaic) (1961-1968) en secretaris van het Centre français du théâtre (1995-1998).
In 1960 keerde hij naar Cuba terug en werd er directeur van het National Dramatic Ensemble, binnen het nationaal theater van Cuba. Toen in 1968 Fidel Castro de Sovjetinvasie in Tsjecho-Slowakije steunde, keerde Manet definitief naar Parijs terug.

## Publicaties
- Les Étrangers dans la ville, roman, 1960
- Un cri sur le rivage, roman, 1963
- Les nonnes, toneel, 1969
- L'Autre Don Juan, 1973
- Un balcon sur les Andes, toneel, 1978
- Les Chiennes, toneel, 1987
- L'Île du lézard vert, roman, 1992
- Rhapsodie cubaine, 1996, Prix Interallié 1996
- D'amour et d'exil, 1999, Prix Relay 1999
- Mes années Cuba, 2004
- Ma vie de Jésus, roman, 2005
- Un Français au cœur de l'ouragan cubain, roman, 2006
- La Conquistadora, roman, 2006
- La Maîtresse du commandant Castro, roman, 2008
- Un Cubain à Paris, verhaal, 2009
- La Mauresque, roman, 2009
- Comment avoir du panache à tout âge, 2009
- Les Trois Frères Castro, 2010
- Quatre villes profanes et un paradis, 2010

## Filmografie

### Als  scenarist
- Bolivar et le congrès de Panama, téléfilm, 1979
- Un balcon sur les Andes, téléfilm van Jacques Audoir, 1982
- Vroum-vroum, film van Frédéric Sojcher, 1995

### Theater
- 1972: Les borgnes, regie door Patrick Roegiers, Théâtre national de Belgique